# Sympycnus bisculus
Sympycnus bisculus är en tvåvingeart som beskrevs av Becker 1922. Sympycnus bisculus ingår i släktet Sympycnus och familjen styltflugor. Inga underarter finns listade i Catalogue of Life.